# Закревская, Софья Алексеевна
Со́фья Алексе́евна Закре́вская (1796 или 1797, село Берёзовая Рудка, Пирятинский уезд, Полтавская губерния — не ранее 1865) — русская писательница.

## Биография
Не закончив по семейным обстоятельствам Екатерининский институт в Петербурге, прожила всю свою жизнь в деревне Лемешовка Пирятинского уезда Полтавской губернии, пересылая оттуда через знакомых свои произведения для публикации в столичных журналах. Изредка бывала в Санкт-Петербурге, где прожила в 1849—1850. Находилась в дружеских отношениях с Е. П. Гребёнкой, через которого пересылала свои произведения в петербургские издания.

## Творчество
Дебютировала в печати «Письмами совоспитанниц» («Современник», 1837), опубликованной без подписи частью появившегося позднее романа «Институтка». Автор талантливых романов «Институтка», «Криницы» («Финский вестник», 1847) и повести «Ярмарка».